# Теория соблазнения
Теория соблазнения (нем. Verführungstheorie) — концепция, выдвинутая Зигмундом Фрейдом в 1895 году, когда он работал над вопросом выделения факторов, служащих причиной истерии. Он посчитал, что причины истерии восходят к детскому возрасту и служат результатом травматического воздействия сексуального соблазнения в раннем детстве. По мнению Фрейда, после соблазнения в раннем возрасте, действуют механизмы подавления, что и становится предпосылкой для возникновения истерических, или навязчивых симптомов.

## История

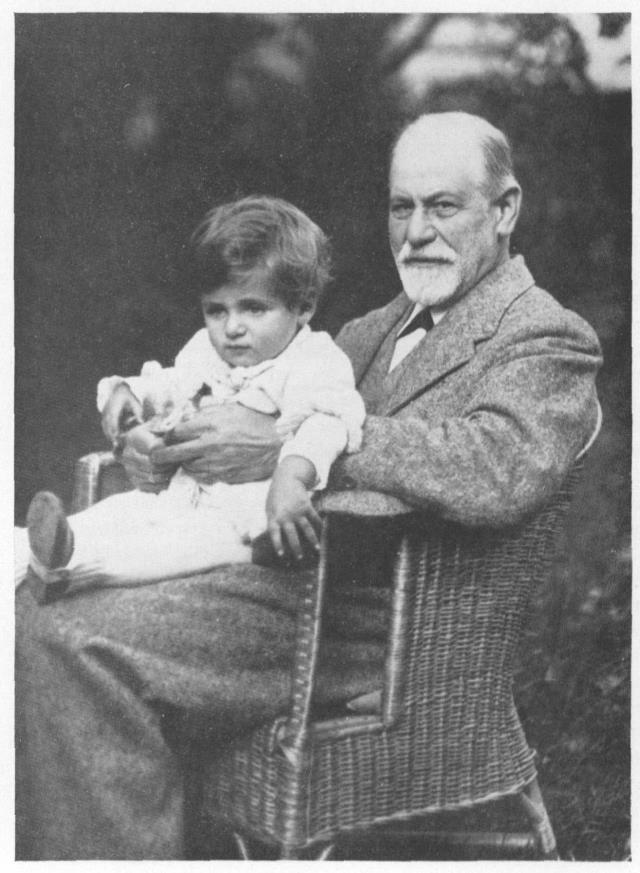
Зигмунд Фрейд с внуком, 1922

21 апреля 1896 года Фрейд представил свой доклад «Этиология истерии» своим коллегам из Общества психиатрии и неврологии. Он исследовал 18 своих пациентов, среди которых были как мужчины, так и женщины. Исследование показало, что все они стали жертвами сексуального насилия в детстве. Это укрепило Фрейда в его взглядах на теорию соблазнения, хотя некоторые его коллеги с сомнением отнеслись к данной теории. Однако Фрейд склонялся к тому, что причина большинства истерий и неврозов — сексуальное насилие, пережитое в раннем детстве.
В работе «Этиология истерий» Фрейд писал, что сексуальная деятельность ребёнка подвержена влиянию соблазнения, когда ребёнок преждевременно становится сексуальным объектом и знакомится с удовлетворением генитальных зон, которое потом он возобновляет с помощью мастурбации.
Соблазнять может не только взрослый ребёнка, но и ребёнок другого ребёнка.

## Влияние соблазнения на ребёнка
В результате соблазнения у ребёнка могут возникать различные сексуальные перверсии. Это связано с тем, что совершение развратных действий нарушают образование стыда, отвращения и так далее (к примеру, под влиянием соблазнения, у ребёнка может развиться вуайеристская перверсия). Тут Фрейд сравнивает ребёнка с «средней нецивилизованной женщиной», которая в нормальных условиях демонстрирует обычное сексуальное поведение, но, под влиянием «умелого соблазнителя», она открывает в себе тягу к сексуальным перверсиям.
Соблазнение может привести к тому, что ребёнок будет менее доступен воспитанию. Также соблазнение может повлиять на то, что у ребёнка не будет латентного периода (то есть, сексуальное влечение не пропадёт).

## Соблазнение ребёнка ребёнком
Один из пациентов Фрейда — Сергей Константинович Панкеев, случай которого он назвал случаем Человека-волка, пережил соблазнение в раннем детстве. Когда Сергею было три года, его сестра, которая была старше на два года, и превосходила мальчика интеллектуально, предложила ему показать друг другу ягодичную область. Спустя некоторое время, она же, во время игры, опустила руку в штаны мальчику и касалась его пениса, при этом говоря неприятные вещи о любимой няне мальчика. Кроме того, сестра регулярно запугивала маленького Сергея, показывая ему картинку из книги, где был нарисован шагающий волк, что доводило мальчика до слёз.
Все это оказало негативное влияние на ребёнка, он стал раздражительным, в дальнейшем у него проявились навязчивые состояния. К Фрейду Сергей обратился, находясь в тяжёлом невротическом состоянии. Кроме того, по мнению Фрейда, он испытывал подавленную сексуальную тягу к отцу вместе со страхом. Сестра мальчика, которая, трогая его пенис, говорила неприятные вещи о его няне (о том, что няня производит подобные действия с их садовником), судя по всему, стала свидетельницей первосцены. Её судьба сложилась трагически — она отравилась во взрослом возрасте.

## Соблазнение ребёнка взрослым
В 1900 году Фрейд работал с девушкой, которую он называет Дорой. Ей было около восемнадцати лет и её привел на приём отец, после того, как стало известно о её намерении совершить самоубийство, так как была найдена предсмертная записка, написанная самой Дорой. У девушки были проблемы с голосом — он периодически пропадал, с детства присутствовали одышка и кашель, а также другие невротические симптомы — «дурное» настроение и общая подавленность.
Незадолго до начала сеансов Доры, друг семьи — господин, которого Фрейд обозначил как «К.», во время прогулки сделал девушке предложение интимного характера, о котором Дора рассказала родителям. После этого её отец принял решение поговорить с господином К., однако во время беседы тот опровергал все слова Доры и выражал активные сомнения по поводу её благопристойности, поскольку слышал от своей жены, которая, по его словам, тесно общалась с Дорой, об интересе той к теме сексуальности. Эти события послужили, как кажется Фрейду, причиной обострения симптомов Доры. Всё это, в конечном итоге, и подтолкнуло Дору написать прощальную записку, которую якобы случайно обнаружил отец.
Фрейд обращает внимание на влияние предложений сексуального характера на самочувствие девушки и последующее негативное отношение к семье.

## Отказ от теории
Два года Фрейд рассматривал инфантильную сексуальность, как фактор, который может пробудиться при вмешательстве взрослого, то есть, при насильственных действиях со стороны взрослого. Это имеет для ребёнка катастрофические последствия.
Летом 1897 года Фрейд отказался от теории соблазнения. Он сообщил об этом в письме психоаналитику Вильгельму Флиссу 21 сентября (письмо № 69). Это связано с тем, что в процессе самоанализа, Фрейд пришёл к выводу, что сексуальные импульсы проявляются у детей самостоятельно (он понял это, открыв существование Эдипова комплекса), даже без внешней стимуляции. В дальнейших работах Фрейд сожалел, что оценил фактор соблазнения выше фактора сексуальной конституции, и признал, что для пробуждения сексуальной жизни ребёнка необязательно требуется соблазнение.
Разрушение данной теории привело к формированию теории инфантильной сексуальности. Фрейд стал считать, что разум ребёнка самостоятельно производит определенные фантазии и так далее, и что это не связано с развращением извне.
Историк Питер Гэй подчёркивал, что даже отказавшись от теории, Фрейд продолжал верить в то, что некоторые пациенты подвергались сексуальному насилию, но отличить правду от вымысла было сложно.

## Критика

### Феминистская критика
Социальная работница из Пенсильванского университета Флоренс Раш представила презентацию «Сексуальное насилие над детьми: феминистская точка зрения», в котором она критиковала не саму теорию соблазнения, а отказ от неё и переход к идее Эдипова комплекса. Она посчитала, что Фрейд отказался от своей теории из-за положения отцов своих пациенток, которые обвиняли их в сексуальном насилии. По её мнению, Фрейд скрыл действительность, чтобы освободить отцов пациенток от ответственности. Питер Гэй раскритиковал эти идеи.

### Элизабет Лофтус
Летом 1990 года к Элизабет Лофтус обратился адвокат, который сообщил, что человек по имени Джордж Франклин обвиняется в убийстве ребёнка на основе воспоминаний дочери подозреваемого, Эйлин. Утверждалось, что убийство произошло 21 год назад. Эйлин, дочери обвиняемого, было меньше года в момент совершения «преступления» её отцом, однако она утверждала, что её воспоминание всплыло во время сеанса психотерапии. Лофтус приняла участие в этом деле в качестве эксперта по ложным воспоминаниям, однако, случай всё равно закончился приговором обвиняемому.
В июне 1991 года Мэрилин Ван Дербур, в возрасте 53 лет сообщила, что с 5 до 18 лет переживала сексуальное насилие со стороны отца. В том же году, женщина по имени Розанна Барр утверждала, что 30 лет назад она пережила сексуальное насилие со стороны отца и матери. Обе женщины подали в суд на своих родителей.
С целью доказательства ложности воспоминаний «пострадавших» Лофтус занялась исследованием условий и действий, которые позволяют создать ложные воспоминания. В качестве такого условия она выделяет доверие к человеку, который создает ложное воспоминание — на этой основе вымышленная история начинает обрастать деталями. В одном из исследований Лофтус удалось имплантировать 16 % испытуемых ложные воспоминания о том, как они встретили Багза Банни в Диснейленде (хотя это невозможно, так как данный персонаж не принадлежит Disney).
Ложные воспоминания и их открытие ставят под вопрос не только теорию соблазнения как таковую, но и эффективность многих видов терапии, обращающихся к воспоминаниям раннего детства и воспоминаниям вообще.
Термин «синдром ложной памяти» введён в обиход в период между 1992 и 1993 годами психологами и социологами, входящими в фонд синдрома ложной памяти — организации, которая выступает от имени лиц, утверждающих, что были ложно обвинены в совершении сексуального насилия над детьми.
Эти исследователи утверждают, что терапия по восстановлению памяти может привести к тому, что пациенты будут ссылаться на случаи сексуального насилия в детском возрасте, которые фактически не происходили. Хотя это и не является терапевтической техникой само по себе, практикующие данный метод терапии обычно используют методы (такие как гипноз, возрастная регрессия, управляемая визуализация и/или использование веществ, таких как амитал натрия), которые, как известно, способствуют созданию ложных воспоминаний.
В 1994 году Майкл Д. Япко провел опрос, в котором приняли участие 1000 терапевтов, и показал, что 19 % терапевтов знали о случае, когда память клиента была имплантирована терапией, но на самом деле была ложной. Проведённое правительством Австралии расследование этой практики выявило незначительную поддержку или использование методов восстановления памяти среди медицинских работников и предупредило, что специалисты должны быть обучены, чтобы избежать создания ложных воспоминаний.
Опрос 2018 года показал, что, хотя 5 % населения США сообщили о восстановлении воспоминаний о жестоком обращении во время терапии (о жестоком обращении, о котором они сообщили и не помнили ранее), никто из них не использовал терминологию «терапия восстановленной памяти» — вместо этого те, кто восстанавливал воспоминания, сообщили об использовании других различных видов терапии (например, холдинг-терапии, техники эмоциональной свободы и т. д.).
Однако каждый случай должен рассматриваться тщательно и отдельно, поскольку, подвергая сомнению показания жертв насилия, психолог и представители закона сталкиваются с двумя серьёзными рисками: если показания ошибочны, невиновный человек может быть обвинён и осуждён на основании этих показаний; но если не принимать во внимание показания жертв, потенциально опасный виновник может остаться на свободе. Этот вопрос был в центре нескольких случаев сексуального насилия над детьми, получивших широкое освещение в СМИ.